# Salir (Loulé)
Salir est une petite ville (freguesia) à 16 km au nord de Loulé, dans le district de Faro en Algarve, Portugal.

## Château
Probablement construit par les maures (dynastie des Almohades) en même temps que les fortifications de la ville au XIe  ou  XIIe siècle pendant la période d'instabilité précédant la reconquête chrétienne, il n'avait pas de citadelle ("alcáçova").
De même que pour les murs de fortifications de la ville, le matériau de construction est le "taipa" - un des rares exemples existant encore de ce type de fortifications au Portugal. Ce matériau est un mélange de sable, gravier et terre ; de la chaux est ajoutée pour renforcer la solidité si la construction est de nature militaire.
En 1189 il est conquis par Sanche Ier de Portugal (1154-1211), qui renforce les défenses de la forteresse et construit les murs de fortification de la ville. Il améliore aussi l'habitation du château, comme le montrent des céramiques recouvrées lors de fouilles archéologiques,.
Les Chevaliers de l'Ordre de Santiago (Saint-Jacques de l'Épée) le capturent après la chute de Tavira (1242), et D. Paio Peres Correia, maître de cet ordre, y attend en renfort l'armée d'Alphonse III de Portugal (1210-1279) en route pour la prise de Faro (1249-1250).
Plus tard, un feu détruisit le château, qui fut reconstruit deux fois avant de tomber en ruines.
Un inventaire de 1758 trouva que 11 maisons étaient bâties dans les murs du château.

## Église
L'église contient une bulle papale enluminée de 1550, des retables du XVIIIe siècle sculptés et dorés à l'or, et des statues des XVIIe et XVIIIe siècles.

## Autre
Des excavations ont mis au jour un quartier résidentiel arabe.
En 1505, la paroisse de Salir avait 87 maisons. À la fin du même siècle, le château était en ruines.

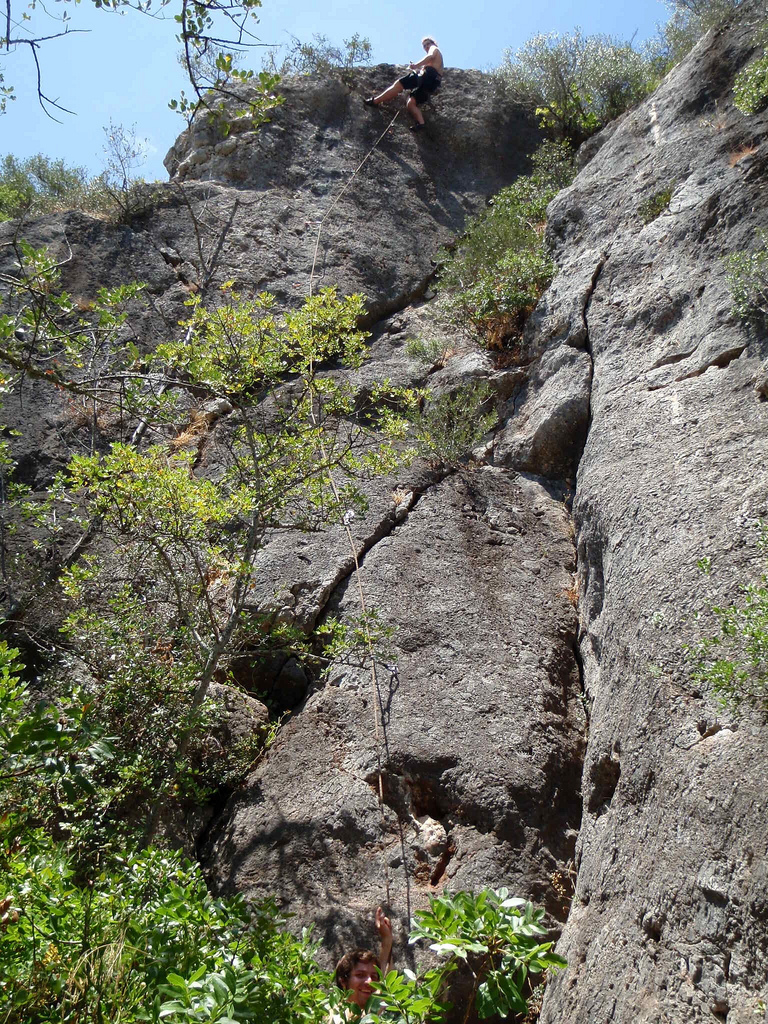
Rocha da Pena

Salir est proche du site classé Rocha da Pena.